# 薩吉諾特設鎮區 (密歇根州)
薩吉諾特設鎮區（英語：Saginaw Charter Township）是位於美國密歇根州薩吉諾縣的一個特設鎮區。

## 地方資料
薩吉諾特設鎮區的面積為64.20平方千米，當中陸地面積為63.80平方千米，而水域面積為0.40平方千米。根據2020年美國人口普查的數據，當地共有人口41679人，而人口密度為每平方千米649.21人。